# سیارک ۵۷۶۱
سیارک ۵۷۶۱ (به انگلیسی: 5761 Andreivanov، نامگذاری:1981ED21) پنج هزار و هفتصد و شصت و یکمین سیارک کشف شده‌است که در ۲ مارس ۱۹۸۱ کشف شد.
قدر مطلق سیارک برابر ۱۸.۶ است.